# Casa de la plaça Major (la Secuita)
La Casa de la plaça Major és una obra eclèctica de la Secuita (Tarragonès) inclosa a l'Inventari del Patrimoni Arquitectònic de Catalunya.

## Descripció
Casa de planta baixa, dos pisos i terrassa superior. La façana principal té una motllura que separa cada nivell i l'arrebossat fa diferents textures a cadascun d'ells. A la planta baixa, on hi ha la porta d'arc rebaixat i una finestra a banda i banda, fa línies horitzontals; al primer pis, on s'obren tres balcons, imita carreus de pedra; al segon pis, que té un balcó al mig i una finestra a cada costat, és llis. Les obertures tenen una motllura llisa que les emmarca. Corona la façana una balustrada d'obra. Les baranes i reixes són de ferro forjat.
Aprofitant l'angle que queda entre aquesta casa i la primera del carrer del Clos, hi ha un balcó triangular, també amb barana de ferro forjat.